# Перетрусово
Перетрусово — деревня в Конаковском районе Тверской области. Входит в состав Первомайского сельского поселения.

## География
Находится в юго-восточной части Тверской области на расстоянии приблизительно 17 км на север-северо-восток от города Конаково в левобережной части района.

## История
Возникла в первой половине XIX века. В 1859 году деревня состояла из 8 дворов, в 1900 году из 26. В 1931 году здесь был создан колхоз имени Буденного.

## Население
Численность населения: 62 человека (1859 год), 199 (1900), 0 как в 2002 году, так и в 2010.